# Leondios Trattou

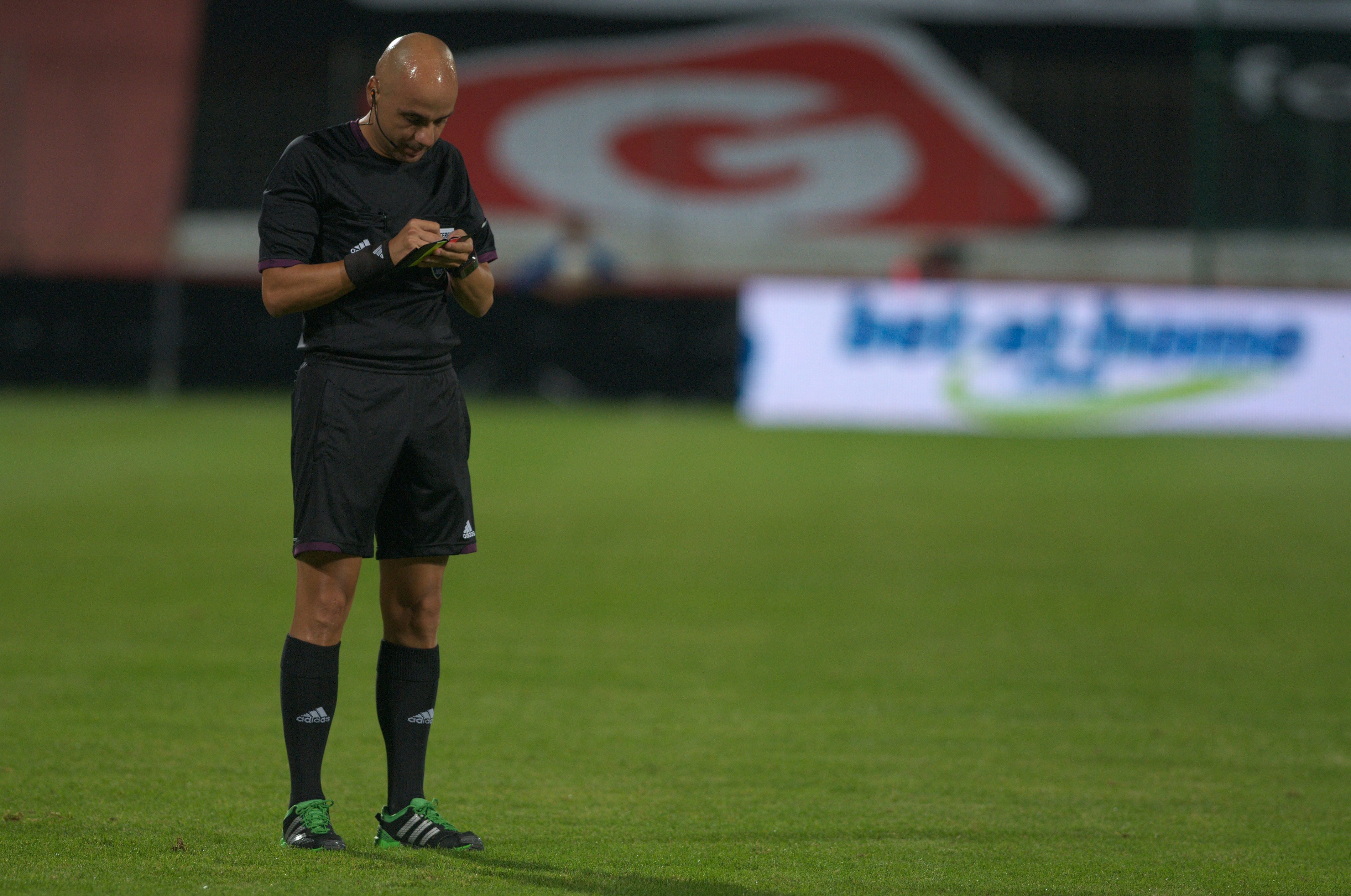
Trattou beim Europa-League-Qualifikationsspiel vom FC Admira Wacker Mödling gegen VMFD Žalgiris Vilnius

Leontios Trattou (griechisch Λεόντιος Τράττου; * 11. Februar 1973) ist ein zyprischer Fußballschiedsrichter. Seit 2006 leitet er für die FIFA internationale Spiele.
Trattou gab am 12. September 2009 beim Spiel zwischen dem APOEL Nikosia und dem AE Paphos (0:0) sein Erstligadebüt in der First Division, der höchsten zyprischen Liga. Es folgten dort bisher 23 weitere Einsätze, außerdem pfiff er jeweils zwei Spiele in der Meister- und Abstiegsrunde in Zypern. Außerdem war er der Unparteiische bei einem Spiel in der höchsten israelischen Spielklasse Ligat ha’Al. Im internationalen Fußball war er bisher in 18 Partien im Einsatz, unter anderem bei Qualifikationsspielen der Europa League, der Champions League und der Europameisterschaften 2008 und 2012.
In seiner Profikarriere leitete Leontios Trattou gegenwärtig insgesamt 47 Spiele und verteilte dabei 196 Gelbe, zwei Gelb-Rote und eine Rote Karte. Des Weiteren vergab er 15 Strafstöße.